# گولدنز بریج (نیویورک)
گولدنز بریج (به انگلیسی: Goldens Bridge) یک منطقهٔ مسکونی در ایالات متحده آمریکا است که در شهرستان وستچستر، نیویورک واقع شده‌است. گولدنز بریج ۶٫۶ کیلومتر مربع مساحت و ۱٬۶۳۰ نفر جمعیت دارد و ۶۶ متر بالاتر از سطح دریا واقع شده‌است.